# Studtit
Studtit ist ein sehr selten vorkommendes Mineral aus der Mineralklasse der „Oxide und Hydroxide“. Es kristallisiert im monoklinen Kristallsystem mit der chemischen Zusammensetzung [(UO2)(O2)(H2O)2](H2O)2, ist also ein wasserhaltiges Uranylperoxid. Neben seiner wasserfreien Form Metastudtit ist es das einzig bekannte Peroxid-Mineral.
Studtit entwickelt nur kleine, hellgelbe bis fast farblose Kristalle mit nadeligem Kristallhabitus. Meist findet er sich in Form faseriger Mineral-Aggregate oder krustiger Überzüge. Die durchsichtigen bis durchscheinenden Kristalle weisen einen glas- oder wachsähnlichen Glanz auf. Das Mineral wird allgemein als weich beschrieben (Mohshärte etwa 1 bis 2) und die feinen Kristallnadeln sind biegsam.

## Etymologie und Geschichte
Das Mineral wurde erstmals 1947 von dem belgischen Mineralogen Johannes Franciscus Vaes (1902–1978) in der Shinkolobwe-Uranmine in Katanga (heute Demokratische Republik Kongo) gefunden. Er hielt es – wahrscheinlich auf Grund von Einschlüssen und Verunreinigungen – nach einer chemischen Analyse zunächst für ein Urancarbonat. Vaes nannte das neue Mineral nach dem deutschen Geologen Franz Eduard Studt, der 1908 eine geologische Karte Katangas erstellt hatte. 1974 konnte Kurt Walenta anhand kristallographischer Vergleiche mit bekannten, künstlich hergestellten Kristallen zeigen, dass es sich bei dem Mineral um ein Uranylperoxid-Hydrat handelt. Erst im Jahre 2003 konnte schließlich mittels röntgenografischer Einkristallstrukturanalyse die Struktur dieses Minerals durch Peter C. Burns und Karrie-Ann Hughes aufgeklärt werden.

## Klassifikation
In der veralteten 8. Auflage der Mineralsystematik nach Strunz gehörte der Studtit zur Mineralklasse der „Carbonate, Nitrate und Borate“ und dort zur Abteilung „Wasserhaltige Carbonate mit fremden Anionen“, wo er zusammen mit Andersonit, Bayleyit, Liebigit, Metazellerit, Rabbittit, Rutherfordin, Schröckingerit, Sharpit, Swartzit, Voglit, Wyartit und Zellerit die „Gruppe der Uranyl-Carbonate“ mit der System-Nr. Vb/D.04 bildete.
Im Lapis-Mineralienverzeichnis nach Stefan Weiß, das sich aus Rücksicht auf private Sammler und institutionelle Sammlungen noch nach dieser alten Form der Systematik von Karl Hugo Strunz richtet, erhielt das Mineral die System- und Mineral-Nr. IV/H.01-20. In der „Lapis-Systematik“ entspricht dies der Klasse der „Oxide und Hydroxide“ und dort der Abteilung „Uranyl([UO2]2+)-Hydroxide und -Hydrate“, wo Studtit zusammen mit Heisenbergit, Ianthinit, Metaschoepit, Metastudtit, Paraschoepit, Paulscherrerit und Schoepit eine eigenständige, aber unbenannte Gruppe bildet (Stand 2018).
Die seit 2001 gültige und von der International Mineralogical Association (IMA) bis 2009 aktualisierte 9. Auflage der Strunz’schen Mineralsystematik ordnet den Studtit jetzt ebenfalls in die Klasse der „Oxide und Hydroxide“ und dort in die Abteilung der „Uranyl-Hydroxide“ ein. Diese ist weiter unterteilt nach der möglichen Anwesenheit weiterer Kationen und, falls vorhanden, zusätzlich nach der Kristallstruktur, so dass das Mineral entsprechend seiner Zusammensetzung in der Unterabteilung „ohne zusätzliche Kationen“ zu finden ist, wo es nur noch zusammen mit Metastudtit die „Studtitgruppe“ mit der System-Nr. 4.GA.15 bildet.
Auch die vorwiegend im englischen Sprachraum gebräuchliche Systematik der Minerale nach Dana ordnet den Studtit in die Klasse der „Oxide und Hydroxide“ und dort in die Abteilung der „Uran- und thoriumhaltigen Oxide“ ein. Hier ist er ebenfalls zusammen mit Metastudtit in der unbenannten Gruppe 05.03.01 innerhalb der Unterabteilung „Uran- und thoriumhaltige Oxide mit einer Kationenladung von 8+ (AO4), und wasserhaltig“ zu finden.

## Kristallstruktur
Studtit kristallisiert im monoklinen Kristallsystem in der Raumgruppe C2/c (Raumgruppen-Nr. 15) mit den Gitterparametern a = 14,07 Å (1 Å = 100 pm), b = 6,72 Å, c = 8,43 Å und β = 123,36° sowie vier Formeleinheiten pro Elementarzelle.
Die Kristallstruktur enthält nur ein kristallographisch unterscheidbares Uranatom, das sich im Ursprung der Elementarzelle (Lagekoordinaten: 0, 0, 0) befindet und durch die vorhandenen Symmetrieelemente auf symmetrisch äquivalente Position vervielfältigt wird. Durch seine Lage im Ursprung der Elementarzelle ist es das einzige Teilchen in der Kristallstruktur, das auf einem Symmetrieelement liegt, es befindet sich auf einem Inversionszentrum und hat die Lagesymmetrie 1. Das Uranatom liegt in Form eines Uranyl-Kations [UO2]2+ (U–O-Bindungslänge: 1,77 Å) vor, das zusätzlich von zwei Peroxid-Ionen O22− (O–O-Bindungslänge: 1,46 Å; U–O-Abstand: 2,35 Å und 2,37 Å) und zwei Wassermolekülen H2O (U–O-Abstand: 2,40 Å) umgeben ist, wodurch sich eine Koordinationszahl von insgesamt CN = 8 ergibt. Das resultierende Koordinationspolyeder des Uranatoms ist eine verzerrte hexagonale Bipyramide, wobei sich die Sauerstoffatome des Uranyl-Kations an den Spitzen (axiale oder apikale Position) und die Peroxid-Ionen sowie die Wassermoleküle in der sechseckigen Grundfläche der Bipyramide (äquatoriale Position) befinden.
Die [(UO2)(O2)2(H2O)2]-Bipyramiden liegen nicht isoliert in der Kristallstruktur vor, sondern verknüpfen über die Peroxid-Ionen (d. h. über gemeinsame Kanten) zu Ketten, die entlang der kristallographischen c-Achse ([001]) verlaufen und mit der Niggli-Formel: {\displaystyle \mathrm {{}_{\infty }^{1}\lbrace [UO_{2/1}^{t}(O_{2})_{2/2}^{k}(H_{2}O)_{2/1}^{t}]} \rbrace } beschrieben werden können. Die Bipyramiden sind dabei innerhalb der Kette abwechselnd in die entgegengesetzte Richtung geneigt („Zickzack-Kette“), das Kettenmotiv wiederholt sich also nach zwei Polyedern bzw. 8,43 Å, was dem Gitterparameter der kristallographischen c-Achse entspricht.
Die einzelnen Ketten werden in der Kristallstruktur durch die verbliebenen, nicht an der Koordinationssphäre der Uranatome beteiligten Wassermoleküle (Kristallwasser) über Wasserstoffbrückenbindungen untereinander verknüpft, wodurch die dreidimensionale Struktur entsteht.

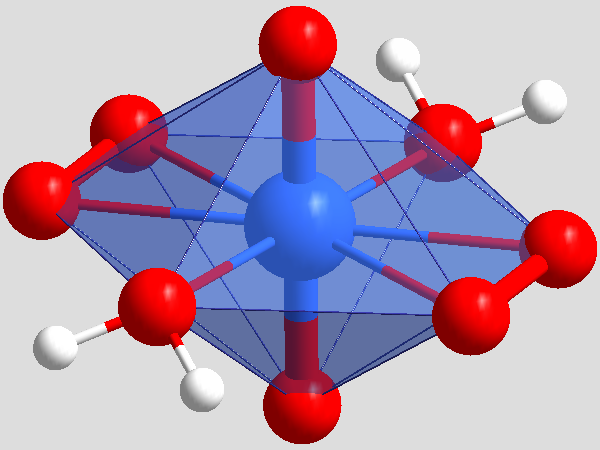
Koordinationspolyeder des Uranatoms
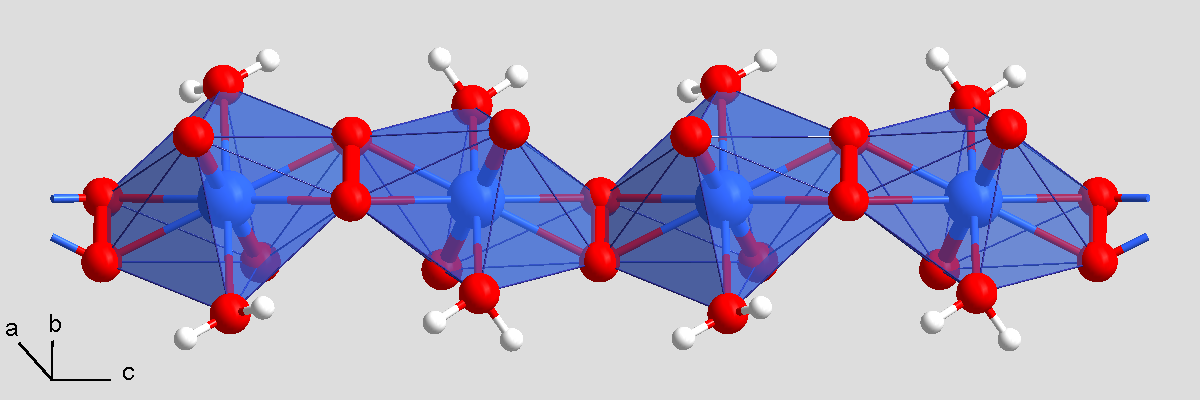
Verknüpfungsmuster der Ketten
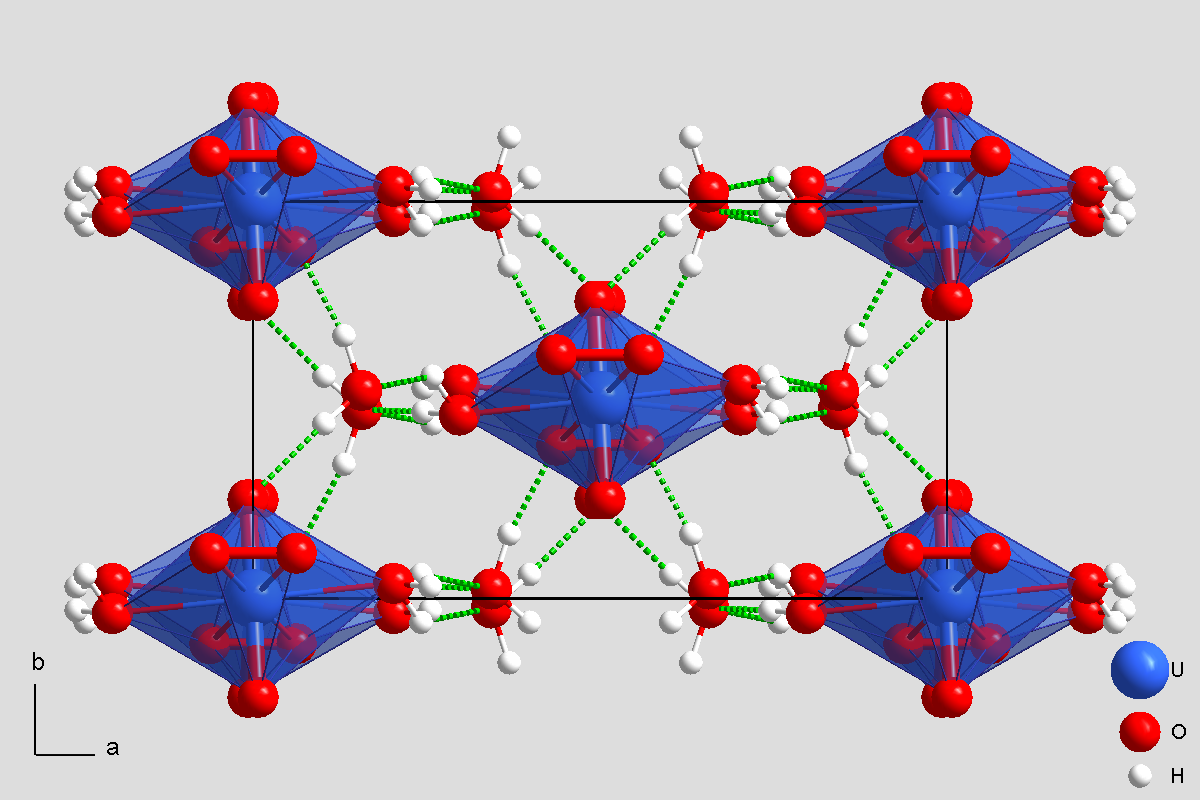
Wasserstoffbrückenbindungen zwischen den Ketten

## Eigenschaften
Durch seinen Urangehalt von bis zu 63,6 % ist das Mineral radioaktiv. Unter Berücksichtigung der natürlichen Zerfallsreihen bzw. vorhandener Zerfallsprodukte wird die spezifische Aktivität mit 113,9 kBq/g angegeben (zum Vergleich: natürliches Kalium 0,0312 kBq/g). Der zitierte Wert kann je nach Mineralgehalt und Zusammensetzung der Stufen deutlich abweichen, auch selektive An- oder Abreicherungen der radioaktiven Zerfallsprodukte sind möglich und ändern die Aktivität.

## Modifikationen und Varietäten
Im Jahre 1983 berichteten Michel Deliens und Paul Piret zum ersten Mal von der kristallwasserfreien Form des Studtits, dem Metastudtit (UO2)(O2)(H2O)2. Sie untersuchten mehrere Mineralproben aus Shinkolobwe, und konnten durch Vergleich mit synthetisch hergestelltem Material das erste natürliche Auftreten von Metastudtit belegen. Diese Proben sind assoziiert mit Rutherfordin, Becquerelit, Masuyit, Kasolit, Wölsendorfit, Uranophan, Soddyit und Uraninit. Das Mineral ist blassgelb und die feinen Fasern bis zu 3 mm lang bei einem Durchmesser von ca. 0,001 mm; es zeigt weder unter kurzwelligem noch unter langwelligem UV-Licht Fluoreszenz. Die Gitterparameter werden mit a = 6,51(1) Å; b = 8,78(2) Å; c = 4.21(1) Å und 2 Formeleinheiten pro Elementarzelle angegeben. Das Typmineral ist im Königlichen Museum für Zentralafrika in Tervuren, Belgien, hinterlegt.

## Bildung und Fundorte

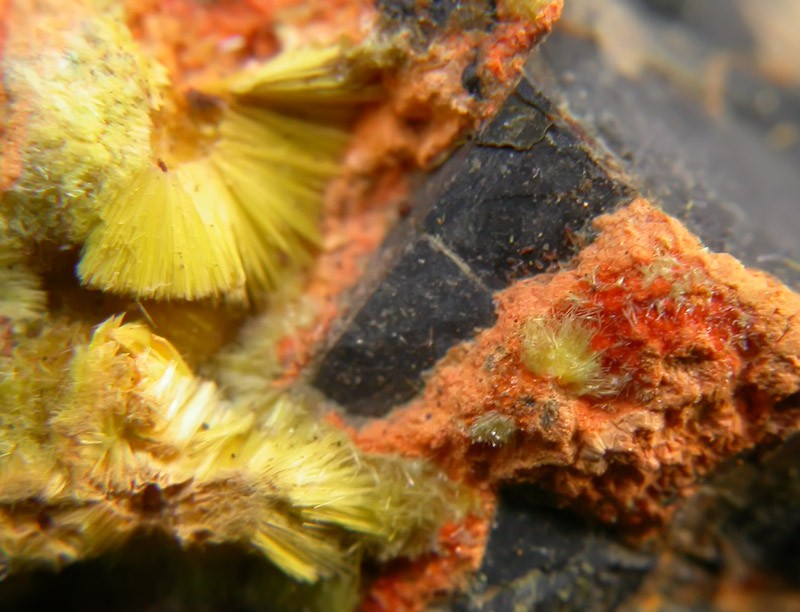
Farbloser, faseriger Studtit auf Fourmarierit (orange) mit Uraninit (schwarz) und Uranophan (gelb, radialstrahlige Aggregate)

Studtit bildet sich als Sekundärmineral sehr selten in Uranlagerstätten. Dabei sind Temperaturen von unter 90 °C sowie eine nur geringe Menge Wasser, etwa in Form von dünnen Filmen auf der Mineraloberfläche notwendig. Die nur in den Mineralen Studtit und seiner kristallwasserfreien Form Metastudtit bekannte Peroxid-Gruppe entsteht bei der Radiolyse von Wasser durch die vom Uran abgegebene Alphastrahlung. Diese hat bei einer durchschnittlichen Energie von 5,5 MeV eine Reichweite von etwa 40 μm in Wasser, so dass die Mineralbildung auf lokal sehr begrenztem Gebiet stattfindet. Dabei entstehen unter anderem das Hydroxyl-Radikal (•OH), das Hyperoxid-Radikal (O2•−) sowie das Hydroperoxid-Radikal (HO2•), die anschließend zu Wasserstoffperoxid (H2O2) reagieren, so dass sich schließlich Peroxid-Anionen bilden. Daneben entstehen auch reduzierende Verbindungen wie Wasserstoff, welcher jedoch bei Temperaturen unter 100 °C chemisch relativ inert ist und ohne weitere chemische Reaktionen aus dem Wasser entweichen kann. Da durch die natürliche Radioaktivität des Urans nur eine verhältnismäßig geringe Radiolyse stattfindet, fördern lange Kontaktzeiten des Uranyl-Ions mit dem radiolytisch zersetzten Wasser von mehreren hunderttausend Jahren die Bildung von Studtit. Beispielrechnungen anderer Autoren zeigen jedoch, dass unter der Annahme, dass das Wasserstoffperoxid sich über einen längeren Zeitraum nicht zersetzt, eine genügend hohe Konzentration für die Mineralbildung schon nach 2100 Jahren entstanden sein kann. Prinzipiell muss für die Bildung des Minerals eine ausreichende Menge an Peroxid im Wasser vorhanden und konzentriert sein, was nur in dünnen Filmen und langen Kontaktzeiten erreicht werden kann.

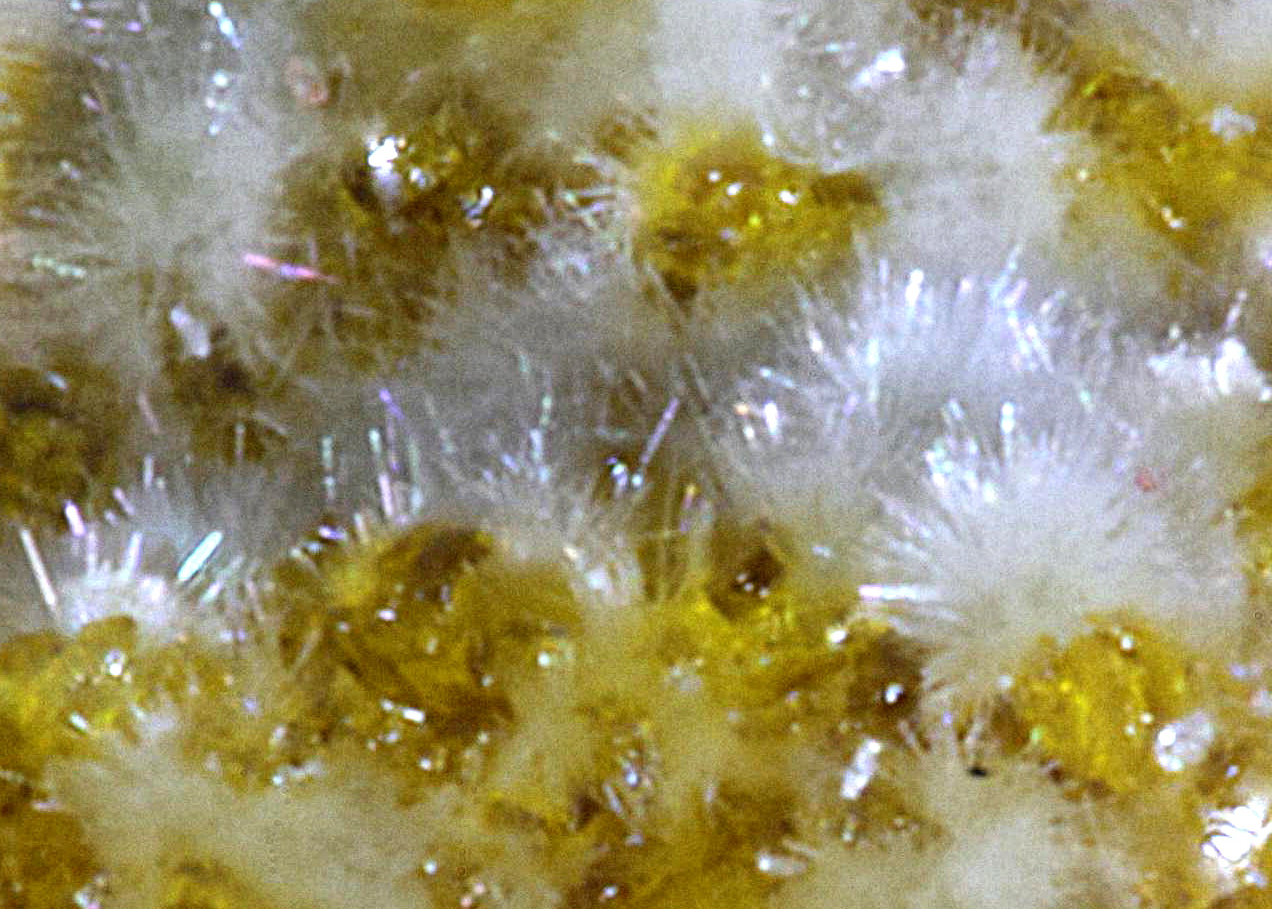
Paragenese von Studtit (weiß, feine Nadeln) neben Billietit (gelbe Kristalle) aus Menzenschwand, Deutschland

Das Mineral ist in Shinkolobwe (Demokratische Republik Kongo) vergesellschaftet mit Uranophan, Rutherfordin und Lepersonnit. Aus Menzenschwand (Deutschland) sind Paragenesen mit Billietit, Rutherfordin, Baryt, Quarz, Hämatit und Limonit bekannt. Funde von Studtit in Tengchong (China) zeigen Paragenesen mit Tengchongit, Calcurmolit und Kivuit.
Außer in natürlichen Uranvorkommen konnte man Studtit auch in uranhaltigen Abfällen der kerntechnischen Anlage Hanford Site sowie in den lavaartigen Corium-Überresten der Katastrophe von Tschernobyl nachweisen. Obwohl es in der Natur ein sehr seltenes Mineral ist, gilt es als wichtiges Alterungsprodukt von radioaktiven Abfällen. Dies hängt mit den Bildungsbedingungen von Studtit zusammen, die zwar in natürlichen Uranvorkommen selten erreicht werden, jedoch auf den Oberflächen von uranhaltigen Abfällen leichter entstehen können. Das Mineral konnte unter anderem als ein wesentliches Alterungsprodukt an Brennelementhüllen in Abklingbecken nachgewiesen werden. Synthetisch konnte diese Mineralbildung auch in deionisiertem Wasser mit Uran(IV)-oxid (UO2), welches mit α-Strahlern dotiert oder aus externen Quellen bestrahlt wurde, verifiziert werden. Die Wechselwirkung von abgebranntem Kernbrennstoff mit Grundwasser kann somit – neben der Bildung von Studtit – auch zur Bildung von sekundären Uranmineralen wie dem Uranyloxidhydrat Schoepit führen. Da Uranylminerale die Mobilität von anderen Radionukliden unter anderem durch Inkorporation ins Kristallgitter und durch das Bilden von Einschlussverbindungen reduzieren können, sind sie wichtige Faktoren bei der Betrachtung langfristiger Effekte bezüglich des Löslichkeitsverhaltens von radioaktivem Abfall und abgebranntem Kernbrennstoff. Studtit ist daher für die nukleare Endlagerung von Bedeutung.
Neben der Typlokalität in Shinkolobwe wurde Studtit ebenfalls in der Swambo-Mine sowie im Lusungu River District in Sud-Kivu gefunden. Aus Deutschland ist Studtit unter anderem aus der Grube Krunkelbach bei Menzenschwand, aus Wittichen und Oberwolfach bekannt. In Österreich wurde Studtit in Mühlbach am Hochkönig und St. Johann im Pongau gefunden. Weitere Fundorte sind Linópolis in Brasilien, Yingjiang und Tengchong in China, Mariánské Lázně und Javorník in Tschechien, Lodève, Davignac und mehrere Orte des Départements Deux-Sèvres in Frankreich sowie Krøderen in Norwegen.

## Vorsichtsmaßnahmen
Auf Grund der starken Radioaktivität des Minerals sollten Mineralproben vom Studtit nur in staub- und strahlungsdichten Behältern, vor allem aber niemals in Wohn-, Schlaf- und Arbeitsräumen aufbewahrt werden. Ebenso sollte wegen der hohen Toxizität und Radioaktivität von Uranylverbindungen eine Aufnahme in den Körper (Inkorporation, Ingestion) auf jeden Fall verhindert und zur Sicherheit direkter Körperkontakt vermieden sowie beim Umgang mit dem Mineral Mundschutz und Handschuhe getragen werden.